# Chiesa dei Santi Fabiano e Sebastiano (Terre d'Adige)
La chiesa dei Santi Fabiano e Sebastiano è una chiesa cimiteriale a Nave San Rocco, frazione di Terre d'Adige, in Trentino. Fa parte della zona pastorale di Mezzolombardo dell'arcidiocesi di Trento e risale al XII secolo. Sino alla costruzione della chiesa di San Rocco, avvenuta nel XIX secolo, è stata la parrocchiale del piccolo centro. 

## Storia

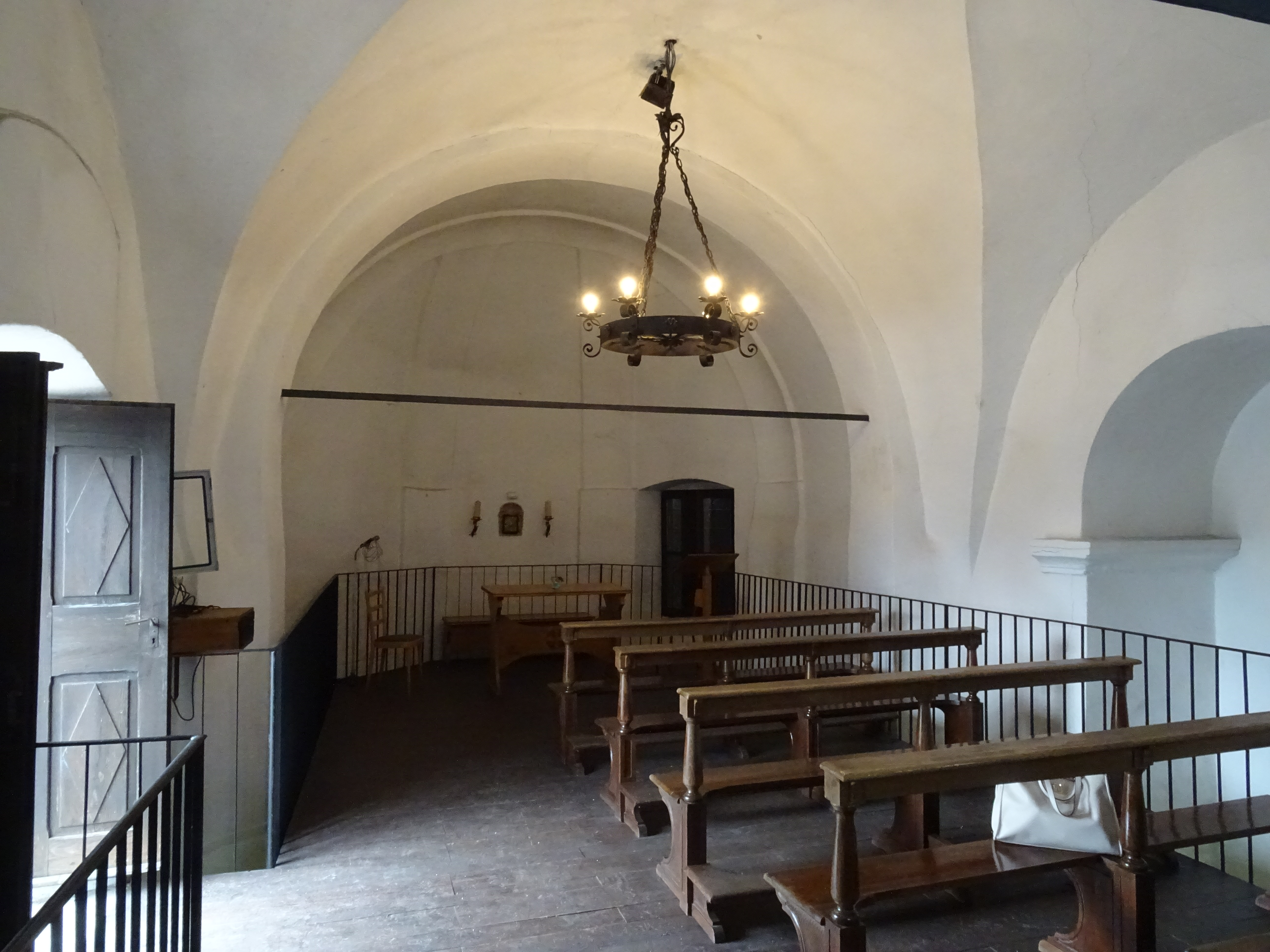
Interno

La primitiva cappella in località Nave San Rocco sembra essere stata fino dalla sua fondazione alle dipendenze della pieve di Mezzocorona negli anni ipoteticamentei compresi tra il 1231 e il 1339.
La prima citazione documentale di un tempio intitolato a San Sebastiano è del 1527 e la sua consacrazione è avvenuta nel 1558, con dedica a San Fabiano e San Sebastiano. Quasi un secolo dopo viene citato nelle sue adiacenze un camposanto e in quel periodo vi fu un lavoro importante nella torre campanaria sia per la sua sopraelevazione sia per riparare il castello delle campane.
Nel XVIII secolo ottenne dignità curiaziale e da documenti relativi ad una visita avvenuta nel 1751 si parla come di una chiesa dedicata a San Rocco. 
Il cimitero, danneggiato da una piena dell'Adige,  venne ripristinato  e alla fine del secolo ottenne la custodia eucaristica.
Col XIX secolo si realizzarono alcuni interventi di restauro, come la riparazione del tetto e l'ampliamento con sopraelevazione del camposanto, troppo basso rispetto al fiume vicino. In tale occasione la facciata venne modificata ed il suo portale venne rimosso per essere sistemato sulla fiancata settentrionale.
Col nuovo secolo venne sopraelevato il pavimento della sala e venne ancora modificata la facciata. 
Durante il primo conflitto mondiale l'edificio venne impiegato come scuola, come luogo di reclusione e come laboratorio di falegnameria, oltre che come base logistica per i vigili del fuoco quindi nel primo dopoguerra fu oggetto di diversi lavori di ripristino e la chiesa venne riaperta al culto nel 1932.
A partire dalla metà del XX secolo iniziò un ciclo di restauri ultimato nel 1977 che ha interessato le coperture, la sistemazione del camposanto con un suo ampliamento e il consolidamento generale della struttura.
Durante i lavori è stata individuata la presenza, sul sito, di tre fondazioni riferibili ad edifici precedenti.

## Descrizione

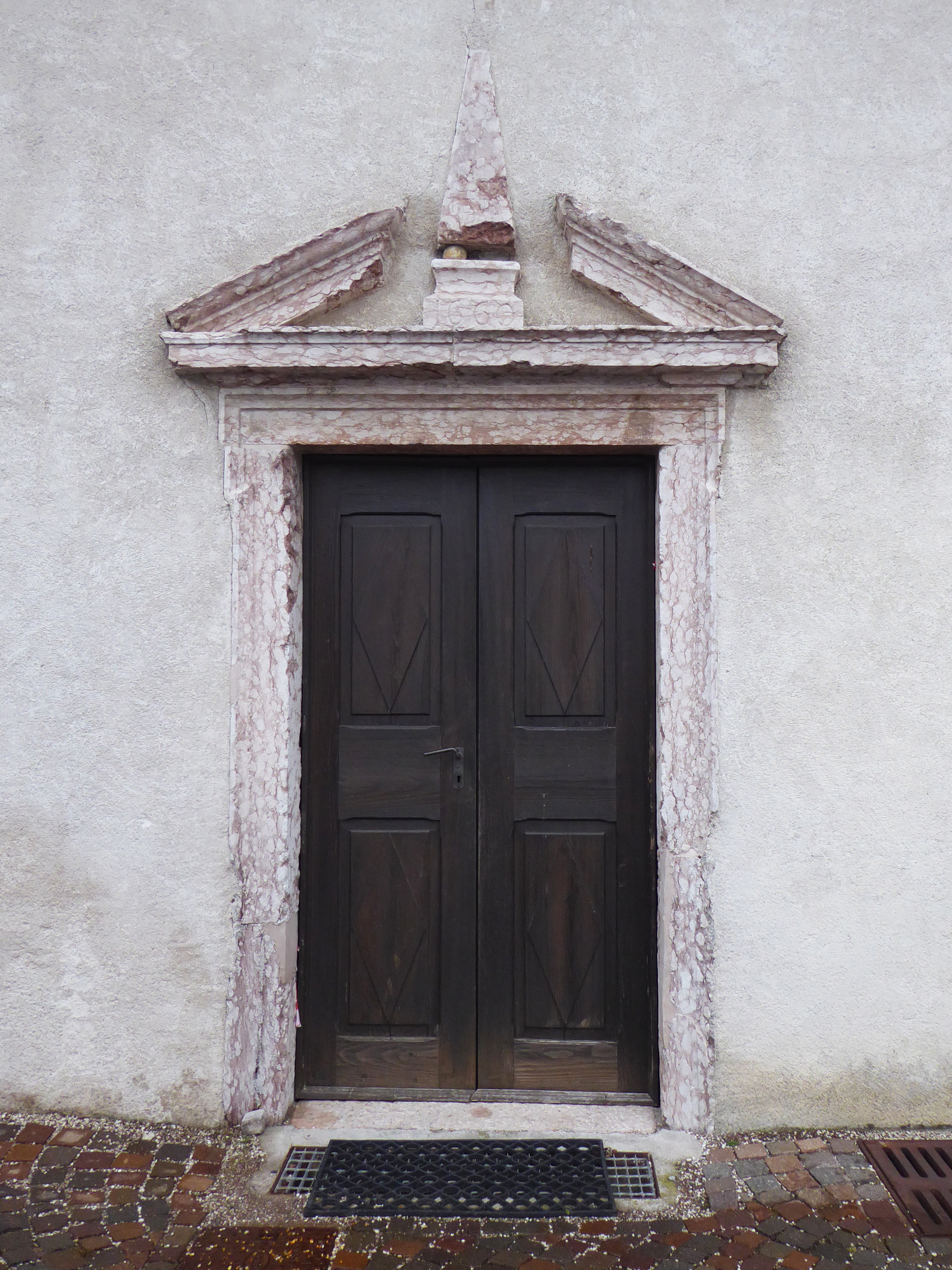
Porta laterale della chiesa dei Santi Fabiano e Sebastiano. La cimasa porta la data 1660.

### Esterno
Si trova in una zona vicina al corso del fiume Adige e questo causò nel tempo vari problemi per le alluvioni. Il prospetto principale non è simmetrico poiché la torre campanaria ne occupa quasi tutto il suo lato destro. Il portale principale è architravato e subito sopra è presente un oculo di discrete dimensioni.
Sul piccolo portale laterale è presente una cimasa che porta incisa la data 1660.

### Interno
La navata interna è unica e ad un livello molto basso rispetto alla superficie cimiteriale esterna. Una delle campate è occupata dalla colonna che sostiene la torre campanaria. La sala è caratterizzata da un particolare soppalco in legno che ne diminuisce l'altezza fruibile ed è sostenuto da strutture in acciaio. La scala posizionata nel settore a nord-ovest permette di scendere al livello del pavimento del XVII secolo, non più utilizzato per le funzioni.